# Lago di Fedaia
Il lago di Fedaia (Lèch de Fedaa in ladino) è un lago alpino artificiale delle Dolomiti di Fassa, localizzato subito a ovest del passo Fedaia, sotto il gruppo montuoso della Marmolada, nel territorio del comune di Canazei, in provincia di Trento . Lo sbarramento è stato realizzato nel 1956 sulle acque del torrente Avisio.

## Caratteristiche tecniche
- Tipologia diga: a gravità a speroni alleggeriti
- Altezza dal punto più represso delle fondazioni: 60 m
- Sviluppo del coronamento: 324 m
- Sviluppo muri laterali a gravità; 280 m
- Sviluppo totale della diga: 604 m
- Volume della diga: 160.000 m³
- Livello di massimo invaso: 2053 mslm
- Livello di massima piena: 2053,5  mslm
- Capacita d'invaso complessiva: 17 milioni di m³
- Capacita d'invaso utile:  16 milioni di m³
- Superficie del bacino imbrifero: 19,7 km²
- Corso d'acqua: Avisio

## Descrizione

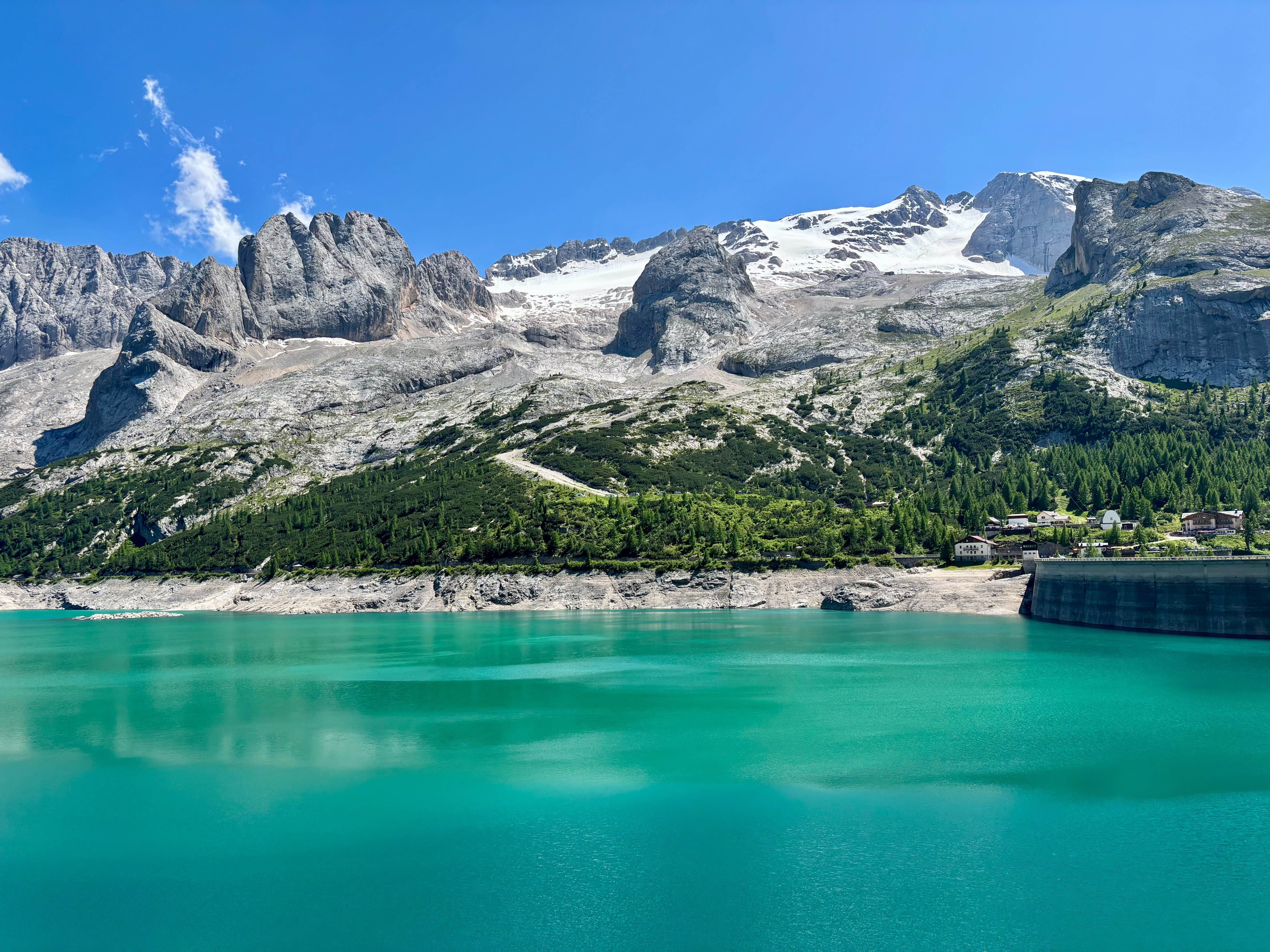
Panorama del lago

Esistono in realtà due laghi di Fedaia, separati fra loro da una diga artificiale chiamata Controdiga di Maria al Lago. Il più noto ed esteso è quello occidentale, originatosi dopo la costruzione di una diga nel 1956; l'altro, di origini naturali ha dimensioni decisamente più ridotte e si è formato a causa di uno sbarramento morenico glaciale.
Si estendono tra il Passo Fedaia e la fine della val de Ciampié, stretti tra il massiccio della Marmolada (a sud) e il massiccio della Mesola (a nord). È raggiungibile dal Rifugio Villetta Maria.
Il lago artificiale si allunga per circa 2 km in direzione est-ovest sino alla diga alta 57 m, lunga 622 m e spessa alla base 42 m.
La centrale idroelettrica annessa permette la produzione di 20 MW di potenza.

## Studi fisici
Nel 1950, per iniziativa di Antonio Rostagni dell'Università di Padova fu costruito ai piedi della diga del Fedaia un laboratorio per lo studio dei raggi cosmici, che poteva disporre di grandi quantità di energia elettrica.
Fu quindi possibile sistemarvi un grande elettromagnete che consentiva di separare la materia dall'antimateria carica. Nel laboratorio, attivo fino al 1955, lavorarono fisici di varie università e nazioni, e anche i premi Nobel Fermi, Blackett e Powell vi passarono brevi periodi.

## Film
Nel 1955, al cantiere della diga in costruzione furono girate alcune scene del film Il prigioniero della montagna.
Nel 2002 il luogo è stato la location di alcune scene del film diretto da F. Gary Gray, The Italian Job.

## Galleria d'immagini

Panorama del lago e sullo sfondo il Sassopiatto, il Sassolungo e il Gruppo del Sella da Pian dei Fiacconi sulla Marmolada

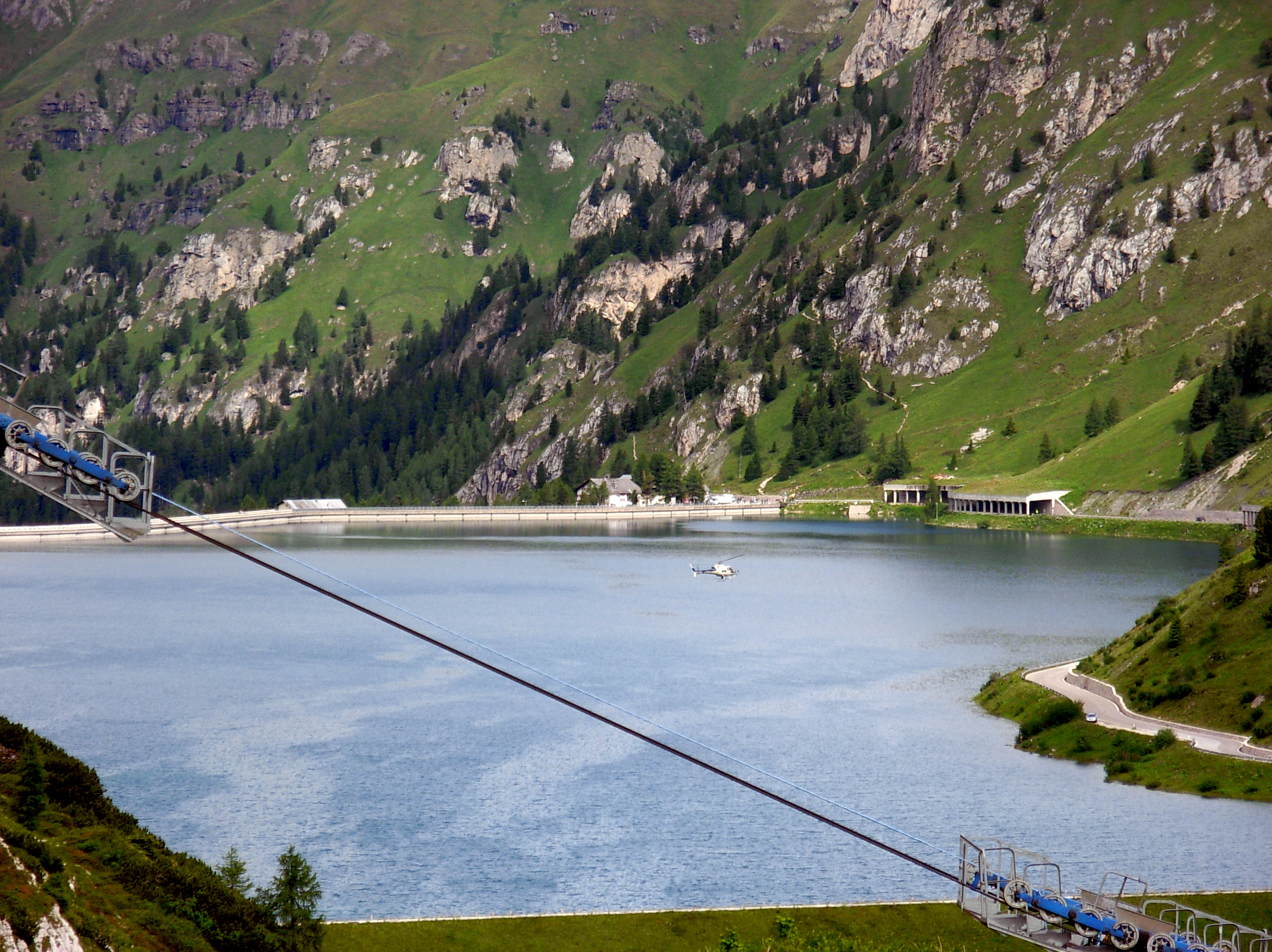
Una panoramica del lago di Fedaia.
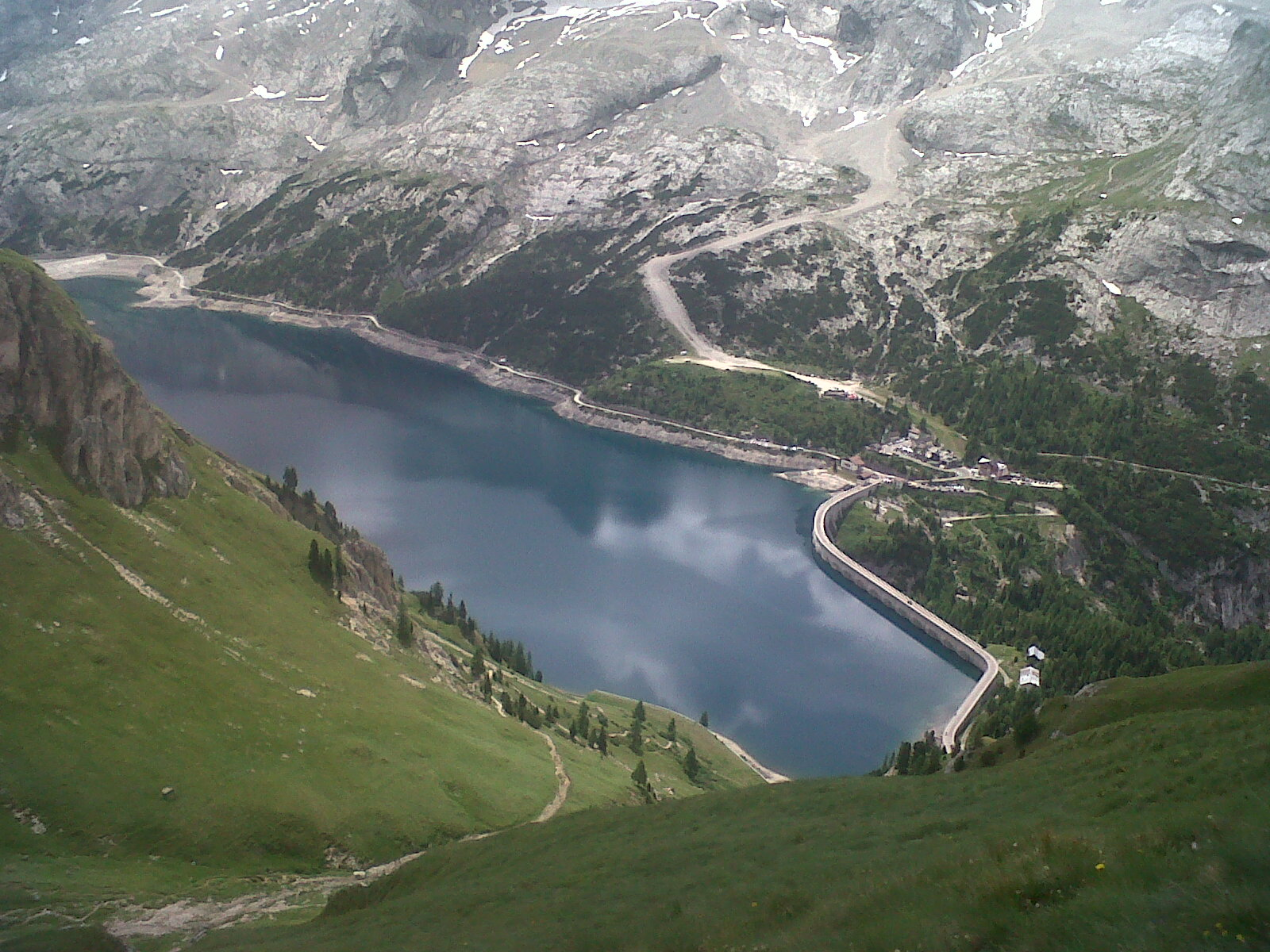
Il lago visto dal Viel dal pan.
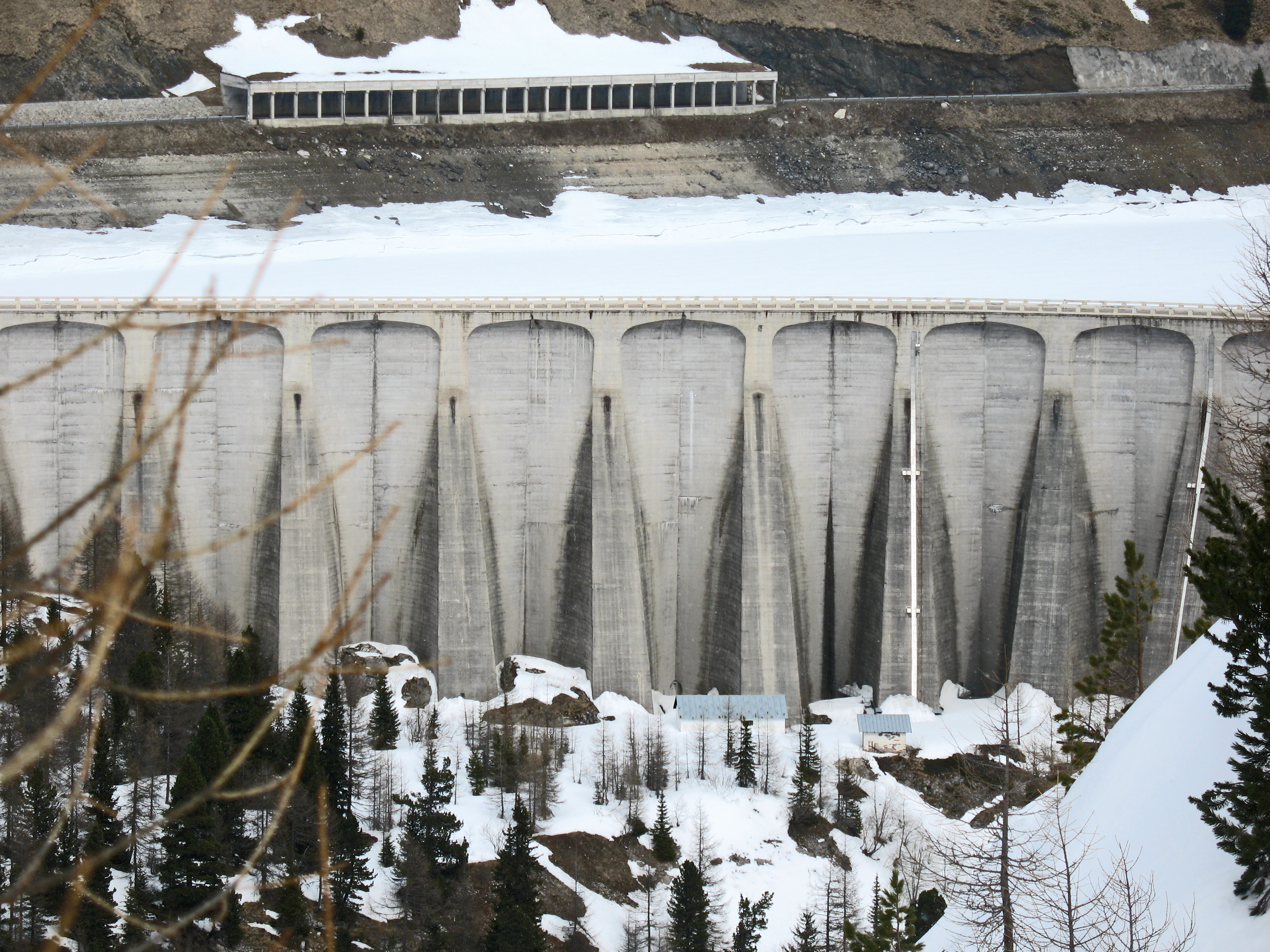
La diga.
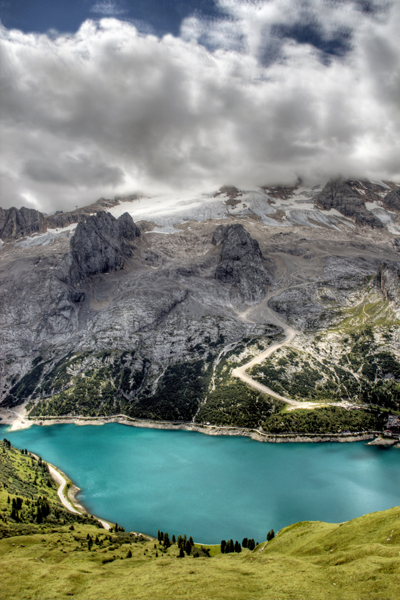
Il lago e sullo sfondo il ghiacciaio della Marmolada.
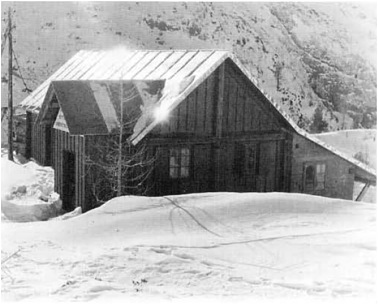
Il laboratorio dei raggi cosmici nel 1952.
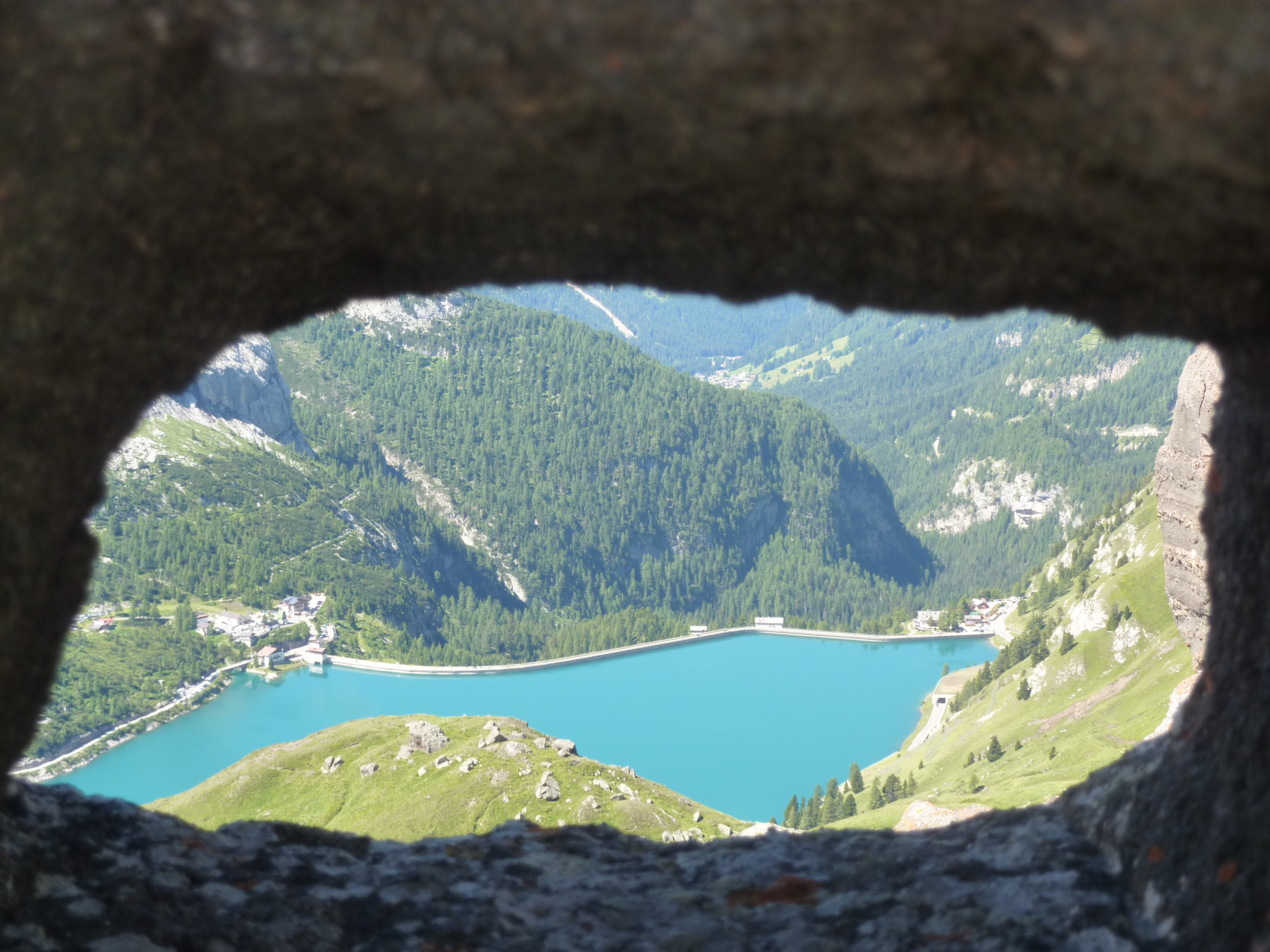
Il lago visto dalla ferrata delle Trincee.
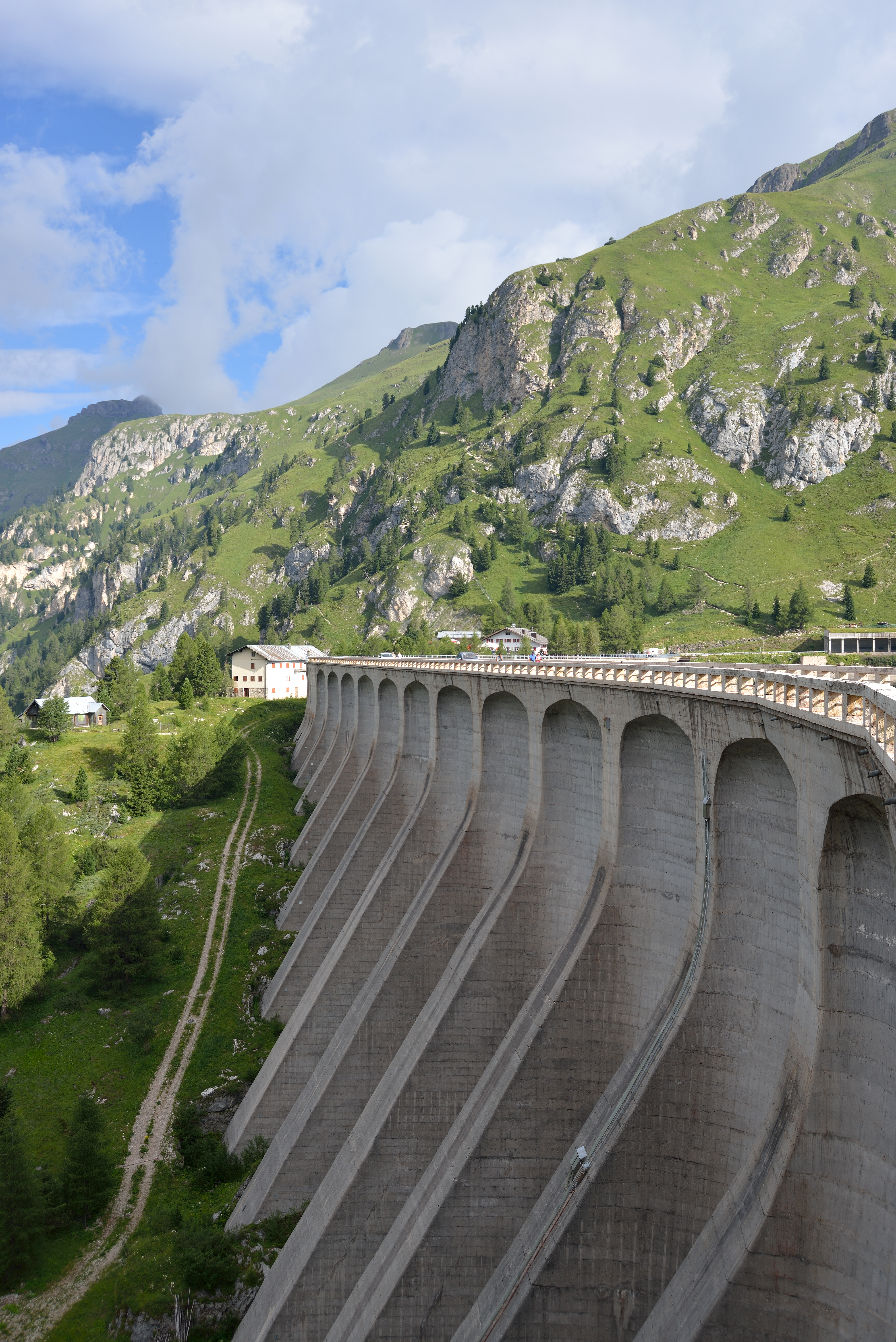
La diga.
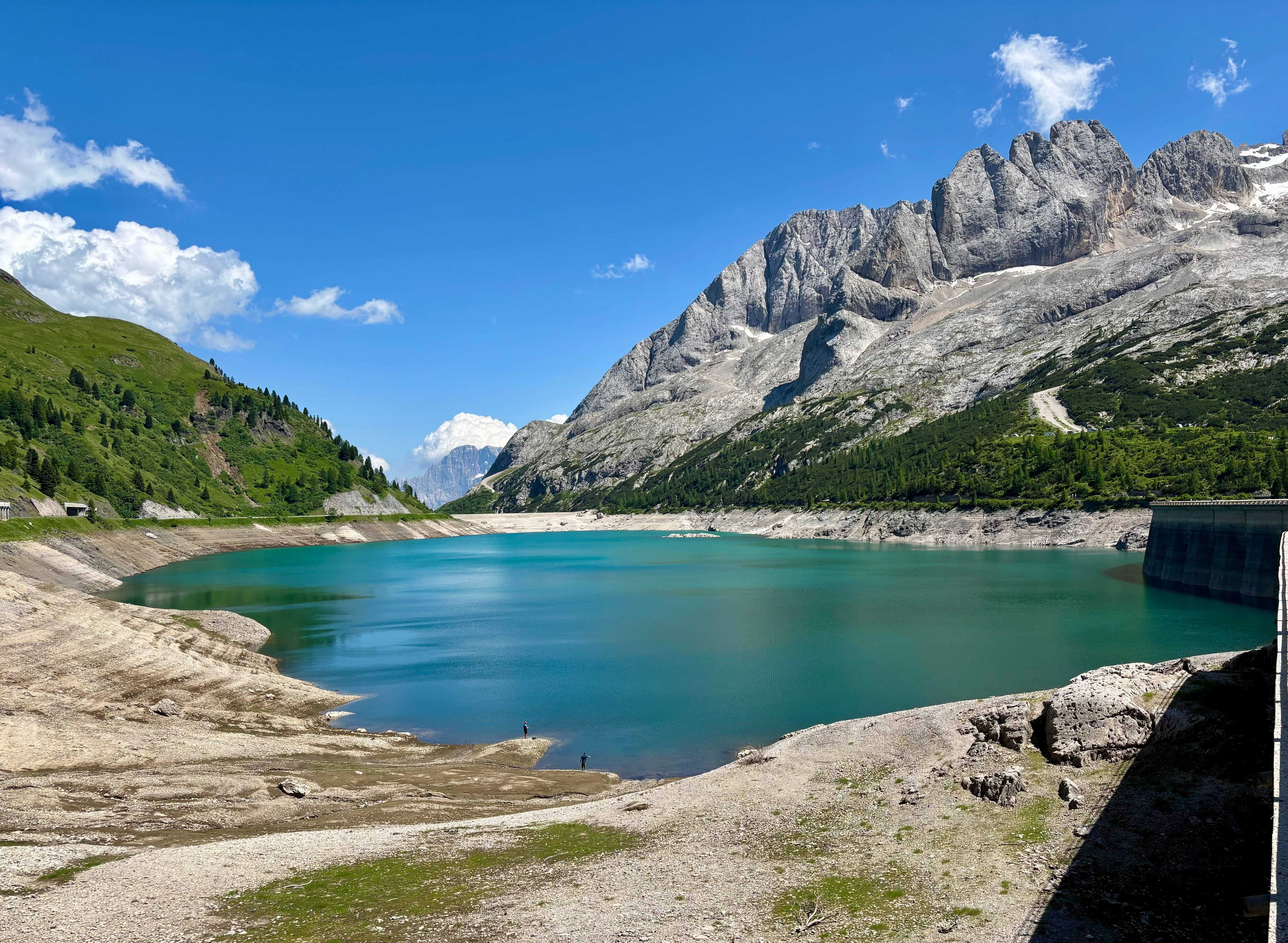
Il lago.